# Šómu
Šómu (japonsky 聖武天皇, Šómu -tennó) 22. září 701 – 4. června 756 byl čtyřicátý pátý císař Japonska v souladu s tradičním pořadím posloupnosti. Vládl mezi roky 724 až 749 během období Nara.

## Životopis
Šómu byl synem císaře Mommua a Mijako Fudžiwary, dcery Fuhita Fudžiwary. Jeho rodné jméno před nástupem na Chryzantémový trůn není přesně známo, víme však, že byl znám jako Oši-hiraki Tojosakura-hiko-no-mikoto či Obito.
Císař Šómu měl celkem 4 manželky, s nimiž zplodil šest císařských synů a dcer. Byl prvním císařem, jehož manželka nebyla císařského původu. Císařovna Kómjó (701–760) pocházela z rodu Fudžiwarů, byla tedy „pouze“ šlechtického původu, jejím otcem byl významný a mocný dvořan Fuhito Fudžiwara (659–720).
Místo, kde byl císař Šómu pohřben, je známo. Císař je tradičně uctíván v pamětní šintoistické svatyni (misasagi) v Naře. Úřad pro záležitosti japonského císařského dvora stanovil toto místo jako Šómuovo mauzoleum, takže nese formální jméno Sahojama no minami no misasagi. Císařovna Kómjó je pohřbena poblíž svého muže v mauzoleu.

### Události za Šómuovy vlády
Šómu byl ještě dítě, když jeho otec zemřel, proto místo něj před jeho nástupem na trůn vládly jeho babička, císařovna Gemmei, a teta, císařovna Genšó.
Roku 724, v 9. roce své vlády, se císařovna Genšó vzdala Chryzantémového trůnu a nástupníkem (senso) se stal syn jejího mladšího bratra princ Obito, který krátce nato nastoupil na trůn (sokui) jako císař Šómu.
V letech 735–737 řádila v Japonsku epidemie neštovic, na niž zemřela asi třetina dospělých obyvatel země.

#### Císařova cesta do východních provincií
Během povstání Hirocugu Fudžiwary v listopadu 740 opustil císař Šómu hlavní město Heidžó-kjó a vydal se se svým dvorem na východ do Kawaguči v provincii Ise, dnes součást hlavního města prefektury Mie Cu, kam se uchýlil do dočasného útočiště. Jednoho ze svých generálů zanechal v hlavním městě jako velitele. Šómu se zřejmě obával Fudžiwarových příznivců v Naře a současně doufal, že svou přítomností potlačí případná povstání v jiných částech země. Dvůr i s císařem dorazil do Kawaguči po čtyřech dnech strastiplné cesty v dešti a blátě. Několik dní poté dostali zprávu o potlačení povstání a Hirocugově popravě.
I přes tyto dobré zprávy neopustil císař Kawaguči ihned, ale zdržel se zde až do 4. prosince 740. Poté se i se svým doprovodem vydal na východ a pak severním směrem přes provincii Mino, načež se stočil na západ podél břehů jezera Biwa do Kuni v provincii Jamaširo (dnes město Kizugawa na jihu prefektury Kjóto), kam dorazil 6. ledna 741. Cestou navštívil dnešní města Suzuku (7. 12.), Jokkaiči (13. 12.), Tado (18. 12.), Jóró (19. 12.) Tarui (23. 12.) Santó nebo Maiharu (28. 12.), Hikone (29. 12.), Jasu Morijamu (1. 1.), Ócu (2. 1.) a Kjóto (5. 1.). Kuni, nacházející se uprostřed hor severně od Nary a poblíž řeky, se dalo dobře bránit, a navíc byla celá oblast spojena s mladším ministrem či ministrem zprava (udaidžin) Moroem Tačibanou, zatímco Nara byla centrem Fudžiwarovského klanu. Dne 6. ledna 741 prohlásil císař Šómu Kuni-kjó novým hlavním městem.

### Časová osa

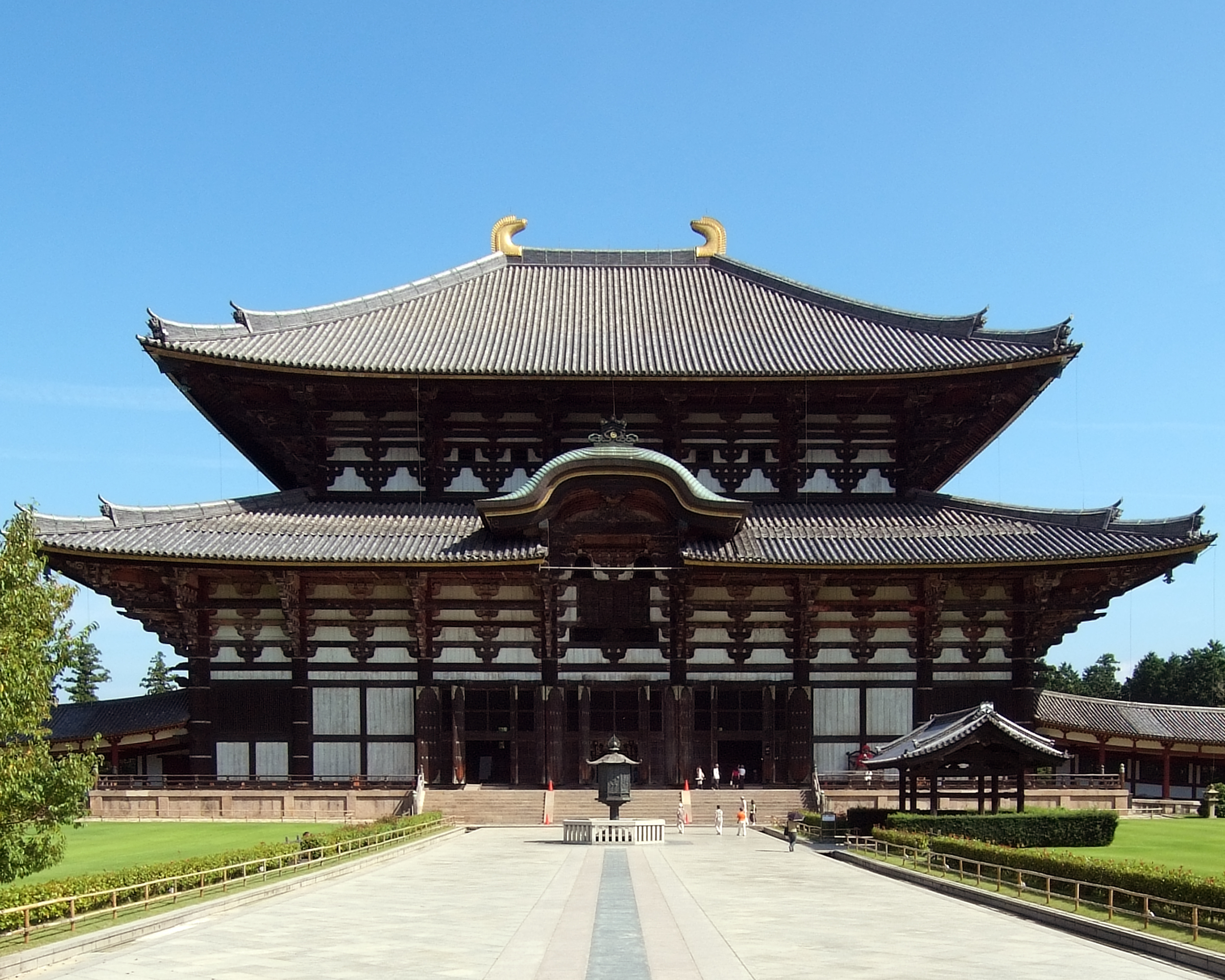
Chrám Tódaidži

- 724 Císař Šómu nastupuje na Chryzantémový trůn.[4]
- 740 (8. měsíc éry Tenpjó 12) U císařského dvora v Naře kují dvořan Makibi Kibi a buddhistický mnich Genbó pikle, aby zostudili viceguvernéra Kjúšú Hirocugu Fudžiwaru.[5]
- 740 (9. měsíc éry Tenpjó 12) V reakci na vzrůstající moc buddhistického duchovenstva v čele s Genbóem propuká povstání Hirocugu Fudžiwary.[5]
- 740 (9. měsíc éry Tenpjó 12) Císařská armáda čítající 17 000 mužů je pod velením dvořana a samuraje Azumabita Ónoa vyslána na Kjúšú, aby potlačila případné nepokoje.[5]
- 740 (9. dne 10. měsíce éry Tenpjó 12, tj. 2. listopadu 740) Hirocugu Fudžiwara je poražen v bitvě u řeky Itabicu v provincii Hizen. O týden později, 24. listopadu je bez povolení vlády sťat jedním z generálů.[14][15]
- 740 (15. dne 12. měsíce éry Tenpjó 12, tj. 6. ledna 741) Císař přesouvá hlavní město do Kuni-kjó.
- 741 (Tenpjó 13) Císař vyzývá k zakládání provinčních chrámů (kokubundži) a ženských klášterů (kokubunnidži) po celé zemi. Formálnější název pro kokubundži zní konkomjo-šitenno-gokoku no tera, což znamená „chrámy pro ochranu země čtyřmi strážnými božstvy zlatého světla“. Formálnější název pro kokubunnidži zní hokke-metuzai no tera, což znamená „klášter pro likvidaci hříchu prostředky Lotosové sútry“.[4]
- 743 (Tenpjó 15) Císař vydává povolení ke zhotovení sochy Velkého Buddhy (Daibucu), jenž bude po dokončení umístěna v chrámu Tódaidži v Naře.[4][3]
- 743 (Tenpjó 15) Je vydán Zákon o trvalém vlastnictví obdělávané půdy.
- 744 (Tenpjó 16) Na jaře je císařský dvůr přestěhován do Naniwa-kjó (dnešní Ósaka), které se stává novým hlavním městem.[5]
- 745 (Tenpjó 17) Císař vyhlašuje za nové hlavní město palác Širakagi v distriktu Kóka v provincii Ómi.
- 745 (Tenpjó 17) Hlavní město se vrací do Heidžó-kjó. Dál pokračují práce na Velkém Buddhovi.
- 749 (4. měsíc éry Tenpjó 21) Císař Šómu, doprovázený císařovnou s dětmi a všemi významnými dvořany, se vydává do chrámu Tódaidži. Před sochou Velkého Buddhy se pak prohlašuje za stoupence učení o Třech klenotech a přijímá buddhistické útočiště u buddhy, u dharmy a u sanghy.[5]
- 749 (7. měsíc éry Tenpjó 21) Po 25letém vládnutí se císař Šómu vzdává trůnu ve prospěch své dcery princezny Takano, jež na Chryzantémový trůn nastoupí jako císařovna Kóken.[4] Po abdikaci podstupuje Šómu ceremoniál tonzury, čímž se stává prvním odstoupivším císařem, který se stává buddhistickým mnichem.[4] Císařovna Kómjó následuje příklad svého manžela a rovněž skládá svatou přísahu a stává se buddhistickou mniškou.[4]
- 752 (4. měsíc éry Tenpjó-šóhó) V chrámu Tódaidži se koná slavnost Otvírání očí, Buddhābhiseka, jíž předsedá zakladatel chrámu mnich Rōben. Je oslavou dokončení 16metrového Velkého Buddhy.[5][4]
- 756 Bývalý císař Šómu umírá 4. června ve věku 56 let.